# Sam Bartram
Samuel Bartram, detto Sam (Jarrow, 22 gennaio 1914 – Harpenden, 17 luglio 1981), è stato un calciatore e allenatore di calcio inglese, di ruolo portiere.

## Biografia
Samuel Bartram nacque a Jarrow, nel distretto di South Tyneside. Iniziò la sua carriera calcistica nelle giovanili del Boldon Villa, mentre lavorava contemporaneamente come minatore. Dopo il ritiro dall'attività agonistica, intraprese la carriera di giornalista sportivo per il Sunday People. Trascorse gli ultimi anni della sua vita a Harpenden, nell'Hertfordshire. 

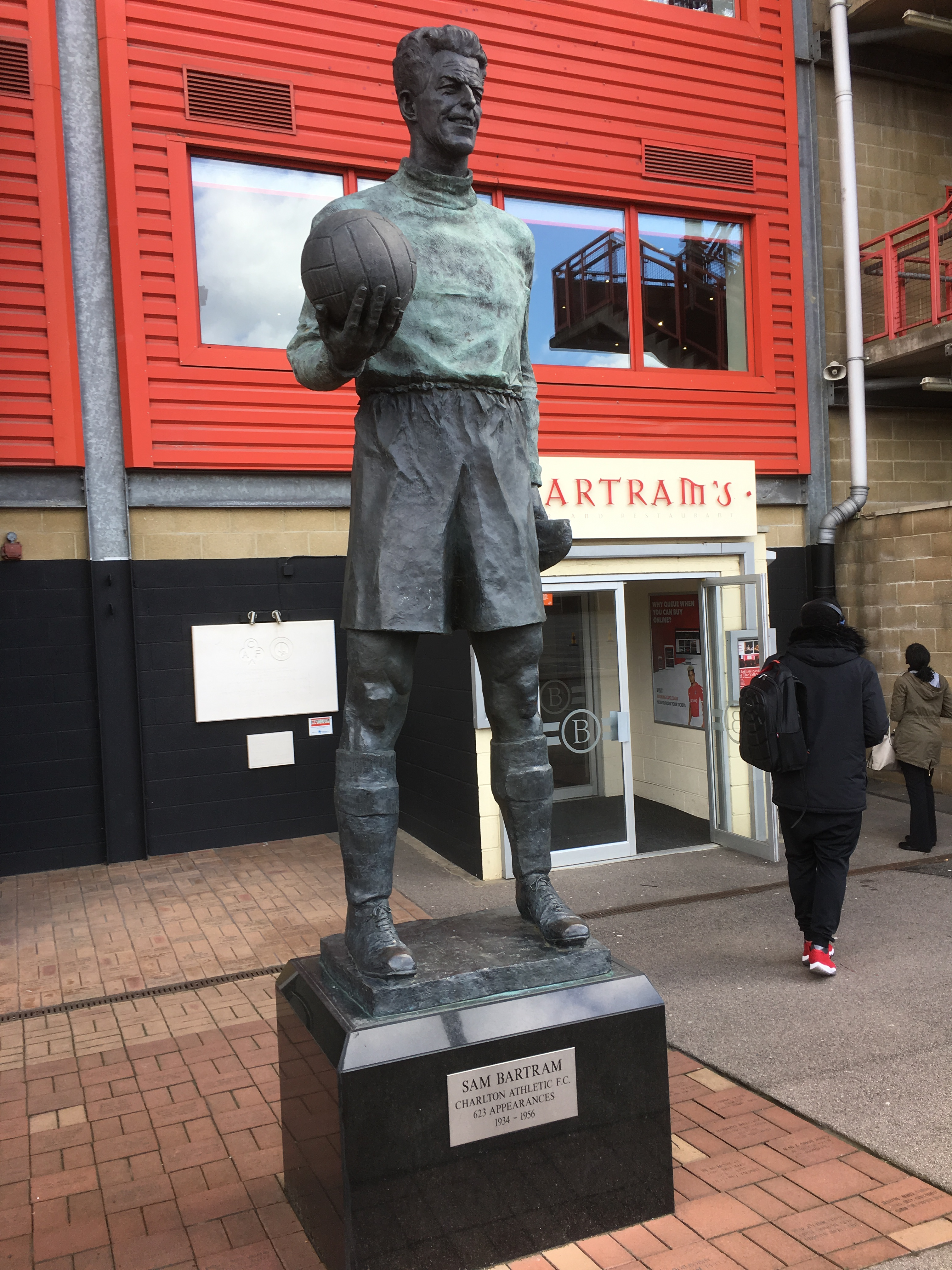
Scultura di bronzo dedicata a Sam Bartram all'ingresso del The Valley.

### Morte
Bartram morì improvvisamente il 17 luglio 1981, all’età di 67 anni, mentre si stava recando a casa dal suo ufficio a Harpenden, nell’Hertfordshire.  Secondo quanto riferito da una comunità online di tifosi di Charlton Athletic, il suo decesso avvenne durante il tragitto di ritorno dal lavoro, a causa di un malore improvviso.  Bartram si trovava ancora in attività come giornalista sportivo per il Sunday People e non aveva più legami professionali con il calcio attivo al momento della sua morte. 
Nel 2005, in occasione dei festeggiamenti per il centenario del club, il Charlton rese omaggio a Bartram con una statua in bronzo alta quasi tre metri, collocata all’ingresso del The Valley, lo stadio dove disputò l’intera carriera da calciatore.

## Caratteristiche tecniche
Fu un portiere dotato di grande agilità, apprezzato per le sue doti tecniche sia in fase di impostazione sia nel dribbling, qualità che lo rendevano in grado di partecipare attivamente all’azione di gioco, spingendosi talvolta ben oltre la propria area di rigore. Il suo stile, considerato insolito per l’epoca, anticipava per certi aspetti il ruolo del portiere moderno.
Dopo il ritiro dall’attività agonistica nel 1956, intraprese la carriera di allenatore, guidando lo York City dal 1956 al 1960. Sebbene non vi siano fonti dirette sui moduli tattici adottati, si ritiene che favorisse uno stile di gioco offensivo e flessibile. In quegli anni, gli schemi evoluti come il 4-3-3 o il 4-2-3-1 non erano ancora codificati formalmente, ma Bartram si mostrava aperto a soluzioni che valorizzassero il movimento e l’ampiezza del gioco.

## Carriera

### Giocatore
Iniziò a giocare a calcio nella squadra della sua scuola, il Boldon Villa, ricoprendo i ruoli di centravanti e mezzala. Da adolescente partecipò a un provino con la squadra Under-19 del Reading, ma venne scartato.
L’occasione della sua vita arrivò durante il secondo tempo della finale di coppa del 1934, quando l’unico portiere del Boldon Villa si infortunò al ginocchio in seguito a uno scontro con un attaccante della squadra avversaria. Bartram dovette subentrare dalla panchina e improvvisarsi portiere. La sua prestazione fu così convincente da attirare l’attenzione di Angus Seed, talent scout del Charlton, presente in tribuna per assistere alla partita. Subito dopo il fischio finale, Seed lo invitò a sostenere un provino, che Bartram superò con successo, trasferendosi così nelle giovanili del Charlton.
Ha giocato per i successivi 22 anni come portiere del Charlton Athletic, fino al suo ritiro, avvenuto il 1º luglio 1956. È considerato uno dei più grandi giocatori nella storia del club, nonché il miglior portiere e una vera e propria bandiera per la squadra. Durante il suo periodo al Charlton, vinse la FA Cup nella stagione 1946-1947 e disputò quattro finali consecutive a Wembley tra il 1944 e il 1947. Nel 1954, all’età di 40 anni, si classificò secondo nella votazione per il titolo di calciatore dell’anno.
Al suo debutto in prima squadra subì sei gol e incappò in tre sconfitte consecutive. Successivamente ebbe modo di rifarsi, contribuendo alla scalata del club dalla terza divisione al secondo posto della prima divisione in soli tre anni. Nella stagione in cui il Charlton arrivò primo, ottenne la promozione in seconda divisione, per poi classificarsi al secondo posto nella stagione successiva, piazzandosi alle spalle del Manchester United. Nella stagione 1936-1937 il Charlton concluse al secondo posto nella prima divisione, a soli tre punti dal Manchester City, ottenendo così il miglior piazzamento di sempre nella storia del club. Bartram è ricordato anche per un curioso aneddoto avvenuto durante il match Chelsea–Charlton Athletic del 25 dicembre 1937 a Stamford Bridge: a causa di una fitta nebbia, l’arbitro e i capitani delle due squadre decisero di sospendere la gara, ma Bartram non fu avvisato e rimase in campo per oltre trenta minuti, credendo che la partita fosse ancora in corso. In seguito raccontò: «Pensavo stessimo attaccando da un po’». Nella stagione successiva Bartram attirò nuovamente l’attenzione dei media organizzando il proprio matrimonio lo stesso giorno di una partita casalinga contro il Middlesbrough. Lasciò la cerimonia per disputare l’incontro, contribuendo alla vittoria del Charlton per 1-0, per poi tornare da sua moglie per il ricevimento di nozze. Il Charlton concluse quarto quella stagione, mentre nel 1938-1939 – ultima stagione prima dell’interruzione dovuta alla Seconda guerra mondiale – si classificò terzo, con Bartram considerato uno dei giocatori chiave della squadra.
La Seconda guerra mondiale privò molti giocatori degli anni migliori della loro carriera, ma Bartram – che prestò servizio unendosi alla polizia della riserva di guerra e successivamente alla Royal Air Force come istruttore di allenamento fisico – fece quattro apparizioni non ufficiali con l'Inghilterra durante il conflitto e ottenne un discreto successo nella Football League War Cup. Nella stagione 1942-43 giocò per il York City nella semifinale nord della competizione, persa contro lo Sheffield Wednesday. L’anno successivo tornò al Charlton, contribuendo alla vittoria per 3-1 contro il Chelsea nella finale del Sud a Wembley. Nel 1945, vestendo la maglia del Millwall, affrontò nuovamente il Chelsea a Wembley nella finale del Sud, questa volta subendo una sconfitta per 2-0.
Il calcio tornò alla normalità nella stagione 1945-46, con la Coppa d'Inghilterra che riprese insieme ai campionati delle leghe Nord e Sud. Nella South League, il Charlton perse il titolo per un punto a favore del Birmingham City, e Bartram fu ritenuto in parte responsabile. In FA Cup, Bartram tornò a Wembley per il terzo anno consecutivo, disputando la finale contro il Derby County, ma non riuscì a evitare la sconfitta per 4-1 ai tempi supplementari, nonostante una prestazione di alto livello. Nella stagione 1946-47, il Charlton visse un’annata deludente, terminando diciannovesimo in campionato, ma raggiunse nuovamente la finale di FA Cup, questa volta contro il Burnley. Bartram scherzosamente dichiarò alla stampa di considerare ormai Wembley la sua seconda casa. Dopo una partita poco spettacolare, il Charlton vinse 1-0 ai tempi supplementari, conquistando il primo e unico trofeo importante nella storia del club. Da quel momento iniziò una fase di declino per la squadra, che mantenne la prima divisione per un decennio con risultati altalenanti, fatta eccezione per il quinto posto nella stagione 1952-53. Bartram, tuttavia, rimase una stella e nell’aprile del 1954 – all’età di 40 anni – si classificò secondo nel premio FWA Footballer of the Year, dietro al leggendario Tom Finney. Giocò la sua ultima partita nel marzo 1956, contribuendo alla vittoria per 2-0 sull'Arsenal, prima di decidere di intraprendere la carriera di allenatore con lo York, squadra della Terza Divisione, lasciando il manager di lunga data Jimmy Seed alla ricerca di un successore. «Sentirò un tonfo al cuore quando stenderò la formazione per la partita della prossima settimana senza il nome di Sam in cima», disse Seed in quell’occasione. «Non troverai un altro Sam Bartram senza una lunga, lunga ricerca». La stagione successiva, il Charlton finì in fondo alla classifica e non tornò nel massimo campionato per i successivi trent’anni.
Sebbene Bartram fosse stato convocato per un tour di amichevoli in Australia con l'Inghilterra nel 1951 e avesse giocato per la nazionale B inglese, la stampa gli attribuì scherzosamente il poco nobilitante titolo di "miglior portiere inglese fra quelli che non sarebbero mai stati convocati dalla Nazionale", considerando la forte concorrenza in quel ruolo rappresentata da due fuoriclasse come Frank Swift e Ted Ditchburn.

### Allenatore
Ritiratosi dal calcio giocato, Bartram intraprese la carriera di allenatore, dirigendo lo York City e successivamente lo Luton Town. Tuttavia, non ottenne risultati di particolare rilievo durante la sua esperienza da tecnico.

## Palmarès

### Club

#### Competizioni nazionali
- Coppa d'Inghilterra: 1

Charlton: 1946-1947